# Villongo Sant'Alessandro
Sant'Alessandro è con San Filastro uno dei due quartieri del comune bergamasco di Villongo.

## Storia
Il comune di Villongo si divise in due parti corrispondenti alle due antiche parrocchie del paese nel 1724 durante il governo veneto.
Il primo tentativo di riunificare il paese fu operato dal governo di Napoleone, ma fu annullato dalla restaurazione austriaca. Fu il fascismo cent'anni dopo ad ordinare d'autorità tale riunione.
Sul territorio vi è la chiesa parrocchiale di Chiesa della Santissima Trinità e Sant'Alessandro e la Chiesa di Sant'Alessandro in Agros.